# جيل هيندري
جيل هيندري (بالإنجليزية: Gil Hendrie) هو لاعب كرة قدم أسترالية أسترالي، ولد في 15 يوليو 1901 في ريتشموند ‏ في أستراليا، وتوفي في 24 يونيو 1968 في مورنيغتون ‏ في أستراليا.

## وصلات خارجية
- جيل هيندري على موقع AustralianFootball.com (الإنجليزية)
- جيل هيندري على موقع AFLtables.com (الإنجليزية)